# Matija Zmajević
Matija Zmajević, hrvaško-ruski pomorščak, admiral, * 1680, Perast, Beneška republika (sedaj Črna gora), † 25. avgust 1735, Astrahan, Ruski imperij (sedaj Rusija).
Matija Zmajević, tudi Matej Zmajević, eden od najbolj poznanih Bokeljskih Hrvatov (tj. najjužnejše hrvaške enklave, ki je živela na področju Boke Kotorske), je v Perastu dokončal pomorsko šolo. Zaradi domnevnega sodelovanja pri nekem umoru je zapustil domači kraj in preko Dubrovnika in Carigrada odpotoval v Sankt Peterburg. Tam je na dvoru carja Petra Velikega stopil v službo pomorskega kapitana. Afirmiral se je v vojni s Švedsko (bitka pri Hankovu 1714) in dobil čin komodorja, 1719 je postal viceadmiral, leta 1722 pa glavni poveljnik Baltske flote. Leta 1723 mu je bila poverjena izgradnja rečne flote na Donu. 1725 je napredoval v čin admirala. Ob vesti, da je umrl car Peter Veliki, se je vrnil v Petrograd, kjer mu je bila v pogrebnih svečanostih dodeljena čast, da v pogrebnem sprevodu nosi carsko krono Romanovih. Carica Katarina I. (1725–1727) ga je odlikovala z novoustanovljenim odlikovanjem redom svetega Aleksandra Nevskega. Po smrti Katarine I. (1727) v obdobju vladanja carja Petra II. (1727–1730) je bil Zmajević obtožen veleizdaje in obsojen na smrt. Izvršitev obsodbe je bila v zadnjem trenutku preklicana. Istočasno je bil degradiran v viceadmirala in poslan v Astrahan za guvernerja. V težkih življenjskih pogojih in ob guvernerskem delu se je lotil izgradnje nove Črnomorske flote. Zmajević je umrl v Astrahanu in bil na lastno željo pokopan moskovski katoliški cerkvi.